# Amerikai Politikatudományi Társaság
Az Amerikai Politikatudományi Társaság (angolul American Political Science Association, APSA) a politikatudomány első szakmai egyesülete volt, melyet 1903-ban alapítottak az USA-ban.
Az APSA ma is az egyik legbefolyásosabb politikatudományi szervezet; éves konferenciáin hatezernél is több politológus vesz részt a világ minden tájáról. Jelenleg 36 olyan szekcióban dolgozhatnak a szervezet tagjai, amelyek a politikatudomány egyes kutatási irányait igyekeznek lefedni.

## Lásd még
- Nemzetközi Politikatudományi Társaság